# 古名
古名（こめい）とは、古い呼び方のこと。古称ともいう。

## 古名の例
- ごろつき・ごろ：雷
- スズナ：カブ、スズシロ：大根 - 春の七草の項も参照。
- 千年（ちとせ）川：筑後川
- ガリア：フランス
- コロンビア：アメリカ
- 大和：日本
- ビザンチン（ビザンティウム）：イスタンブール
- 大坂：大阪
- ロンデニウム：ロンドン
- ルテティア：パリ
- ウィンドボナ：ウィーン
- カルタゴ：チュニス
- アンティグアグアテマラ：グアテマラシティ
- テノチティトラン：メキシコシティ
- 漢城：ソウル市
- 江戸：東京
- キサ：象